# Adolf Harleß
Gottlieb Christoph Adolf von Harleß (født 21. november 1806 i Nürnberg, død 5. september 1879 i München) var en tysk luthersk teolog. Han var nevø af Johann Christian Harleß og bror til Emil Harleß.
Opvokset i et godt hjem, men under en mere æstetisk end religiøs påvirkning, udviklede han sig i sin studentertid (fra 1823) først i Erlangen og særlig senere under Tholucks indflydelse i Halle til bevidst luthersk kristen. Hans glimrende evner og omfattende filosofiske og teologiske studier modnede ham tillige for den akademiske virksomhed. I 1833 blev han professor i teologi i Erlangen. I 1838 grundlagde han tidsskriftet Zeitschrift für Protestantismus und Kirche.
I 1840 blev han tillige universitetets repræsentant i stænderforsamlingen i München og ledede oppositionen mod ministeriet Abel, men blev så til straf forflyttet til Bayreuth 1845. Samme år modtog han imidlertid en kaldelse til universitetet i Leipzig. Dels som professor her, dels senere som overhofprædikant i Dresden udøvede Harleß en overordentlig indflydelse og fuldendte den bekendelsestro lutherdoms sejr over rationalismen. I 1852 fulgte han imidlertid den bayerske konges gentagne kaldelse og blev præsident for overkonsistoriet og leder for den protestantiske kirke i Bayern.
Trofast fulgt af den skare af bekendelsestro lutherske præster, som det blomstrende lutherske fakultet i Erlangen havde uddannet, fuldendte han, om end ikke uden svære kampe, også her ad kirkeregimentlig vej den protestantiske kirkes udvikling fra rationalismen til "kirkelig" lutherdom. Han må betegnes som en af denne retnings betydeligste, ædleste og besindigste førere. Blandt hans værker kan nævnes Commentar über den Brief Pauli an die Ephesier (2. oplag 1858) og hans Christliche Ethik (8. oplag 1893). Hans prædikener er samlede i 7 bind under titlen Sonntagsweihe.